# Finale della Copa América 2011
La finale della Copa América 2011 si disputò il 24 luglio 2011 al'Stadio Monumental Antonio Vespucio Liberti di Buenos Aires tra le nazionali di Uruguay e Paraguay. L'Uruguay vinse per 3-0 e conquistò il suo quindicesimo titolo nella storia della Copa America mentre il Paraguay ottenne la Copa Bolivia come finalista perdente.

## Le squadre
| Squadra  | Finali (o spareggi) disputate in precedenza (il grassetto indica la vittoria) |
| -------- | ----------------------------------------------------------------------------- |
| Uruguay  | 6 (1919 1983, 1987, 1989, 1995, 1999)                                         |
| Paraguay | 4 (1922, 1949, 1953, 1979)                                                    |

## Cammino verso la finale
Il torneo manteneva la formula in vigore dall'edizione 1993, con dodici nazionali divise in tre gironi all'italiana da quattro squadre ciascuno. Le prime due classificate di ogni raggruppamento più le due migliori terze classificate si qualificano ai quarti di finale a cui seguono semifinali e finale per il 3º e il 1º posto. Da questa edizione sono però stati introdotti i tempi supplementari nelle partite a eliminazione diretta; fino alla precedente edizione, in caso di parità al termine dei tempi regolamentari, si andava infatti direttamente ai tiri di rigore.
Oltre alle 10 nazionali componenti della CONMEBOL, erano presenti anche Messico e Costa Rica, quest'ultima subentrata al Panama e all'Honduras; entrambe le nazionali ospiti avevano schierato la formazione Under-23, avendo le nazionali maggiori disputato la CONCACAF Gold Cup 2011, finita pochi giorni prima l'inizio della Copa América.
L'Uruguay fu sorteggiata nel gruppo C insieme a Cile, Messico e Perù, e fu con un 1-1 con quest'ultimo che iniziò il suo girone; ne seguì anche un altro con il Cile. La vittoria per 1-0 contro il Messico garantì agli uruguagi la qualificazione ai quarti come secondi classificati dietro al Cile e Davanti al Perù, tra le migliori terze. Il Paraguay dovette invece accontentarsi di un terzo posto nel girone B dove fu assegnato, per via dello 0-0 contro l'Ecuador, il 2-2 contro il Brasile e il 3-3 contro il Venezuela, ma riuscì a classificarsi tra le migliori terze e a finire anch'esso ai quarti.
Nel primo turno a eliminazione diretta, il Paraguay affrontò di nuovo il Brasile, e dopo lo 0-0 ai supplementari, dovette superarlo ai rigori: la Seleçao sbagliò tutti i suoi tiri, mentre dopo il primo errore di Barreto il Paraguay trionfò 2-0 con Estigarribia e Riveros. Più impegnativo fu la partita tra Uruguay e Argentina padrona di casa, seconda del gruppo A: dopo un 1-1 ai supplementari, finì anch'essa ai rigori, vinti dagli uruguagi 5-4. L'Uruguay rivide poi il Perù alle semifinali, e vinsero 2-0 con doppietta di Suárez, mentre il Paraguay combinò un altro 0-0 nella semifinale contro il Venezuela, affrontato per la seconda volta, seguito dalla lotteria ai rigori finita 5-3; questo portò i paraguaiani alla finale pur avendo finito le cinque partite da loro disputate con soltanto pareggi.

### Tabella riassuntiva del percorso
| Squadra | Pt | G |
| ------- | -- | - |
| Cile    | 7  | 3 |
| Uruguay | 5  | 3 |
| Perù    | 4  | 3 |
| Messico | 0  | 3 |

| Squadra   | Pt | G |
| --------- | -- | - |
| Brasile   | 5  | 3 |
| Venezuela | 5  | 3 |
| Paraguay  | 3  | 3 |
| Ecuador   | 1  | 3 |

## Tabellino
| Arbitro: | Sálvio Fagundes |

|                           |           |  |
| Suárez 11’ Forlán 41’ 89’ | Marcatori |  |

| Uruguay | Paraguay |

| Uruguay (4-4-2) |    |                  |     |     |
|                 |    |                  |     |     |
| P               | 1  | Fernando Muslera |     |     |
| D               | 16 | Maxi Pereira     | 29’ |     |
| D               | 2  | Diego Lugano     |     |     |
| D               | 4  | Sebastián Coates | 85’ |     |
| D               | 22 | Martín Cáceres   | 17’ | 88’ |
| C               | 20 | Álvaro González  |     |     |
| C               | 15 | Diego Pérez      | 24’ | 69’ |
| C               | 17 | Egidio Arévalo   |     |     |
| C               | 11 | Álvaro Pereira   |     | 63’ |
| A               | 10 | Diego Forlán     |     |     |
| A               | 9  | Luis Suárez      |     |     |
| Sostituzioni:   |    |                  |     |     |
| A               | 21 | Edinson Cavani   |     | 63’ |
| C               | 8  | Sebastián Eguren |     | 69’ |
| D               | 3  | Diego Godín      |     | 88’ |
| CT:             |    |                  |     |     |
| Óscar Tabárez   |    |                  |     |     |

| Paraguay (4-4-2) |    |                      |     |     |
|                  |    |                      |     |     |
| P                | 1  | Justo Villar         |     |     |
| D                | 3  | Iván Piris           |     |     |
| D                | 14 | Paulo da Silva       |     |     |
| D                | 2  | Darío Verón          |     |     |
| D                | 4  | Elvis Marecos        |     |     |
| C                | 13 | Enrique Vera         | 57’ | 64’ |
| C                | 20 | Néstor Ortigoza      |     |     |
| C                | 15 | Víctor Cáceres       | 26’ | 64’ |
| C                | 16 | Cristian Riveros     |     |     |
| A                | 18 | Nelson Haedo Valdez  |     |     |
| A                | 7  | Pablo Zeballos       |     | 76’ |
| Sostituzioni:    |    |                      |     |     |
| C                | 21 | Marcelo Estigarribia |     | 64’ |
| A                | 23 | Hernán Pérez         |     | 64’ |
| A                | 19 | Lucas Barrios        |     | 76’ |
| CT:              |    |                      |     |     |
| Gerardo Martino  |    |                      |     |     |

| Assistenti arbitrali: Marcio Santiago (Brasile) Francisco Mondría (Cile) Quarto ufficiale: Enrique Osses (Cile) |

## Statistiche
| Statistiche       | Uruguay | Paraguay |
| ----------------- | ------- | -------- |
| Reti segnate      | 3       | 0        |
| Tiri totali       | 11      | 4        |
| Tiri in porta     | 8       | 1        |
| Parate            | 1       | 5        |
| Calci d'angolo    | 11      | 4        |
| Falli commessi    | 8       | 15       |
| Fuorigioco        | 1       | 2        |
| Cartellini gialli | 4       | 2        |
| Cartellini rossi  | 0       | 0        |

## Conseguenze
Come consolazione per la sconfitta, il Paraguay ricevette la Copa Bolivia. L'Uruguay vincitore ottenne invece il diritto di partecipare alla FIFA Confederations Cup 2013 come rappresentante della CONMEBOL.